# カルボプラチン
カルボプラチン（英語: Carboplatin、略称:CBDCA）とは、シスプラチンの抗腫瘍活性を弱めることなく、腎毒性および嘔気・嘔吐などの副作用を軽減することを目的にジョンソン・マッセイが合成し、英国の癌研究所、米国の国立がん研究所 (NCI) 、米国のブリストル・マイヤーズ スクイブ社が開発した抗悪性腫瘍剤（抗がん剤）。
商品名は、パラプラチン（ブリストル・マイヤーズ）、後発医薬品として、カルボプラチン（沢井製薬など）。
カルボプラチンはシスプラチンと同じ白金錯体であるが、シスプラチンに比べて腎毒性が低く、シスプラチン投与時には必要な水分負荷がカルボプラチン投与時には必要ない。またシスプラチンの特徴的な副作用である嘔気・嘔吐もカルボプラチンでは軽減されている。

## 効能・効果
- 頭頸部癌、肺小細胞癌、睾丸腫瘍、卵巣癌、子宮頸癌、悪性リンパ腫、非小細胞肺癌
- 以下の悪性腫瘍に対する他の抗悪性腫瘍剤との併用療法

小児悪性固形腫瘍（神経芽腫、網膜芽腫、肝芽腫、中枢神経系胚細胞腫瘍、再発または難治性のユーイング肉腫ファミリー腫瘍・腎芽腫）

## 作用機序
1,1-シクロブタンジカルボン酸配位子の一方がOH2に変換されることにより活性化され、DNAと反応、結合し、次いで、一方が外れた1,1-シクロブタンジカルボン酸基は不安定となり脱離し、その脱離部が同様に活性化され、さらにDNAと結合して反応が終了する。DNAへの結合部位はシスプラチンと同様で、DNAの構成塩基であるグアニン、アデニンのN-7位に結合する。

## 副作用
骨髄抑制、ショック、アナフィラキシー様症状、間質性肺炎、急性腎不全、ファンコーニ症候群、肝不全、肝機能障害、黄疸、消化管壊死、消化管穿孔、消化管出血、消化管潰瘍、出血性腸炎、偽膜性大腸炎、麻痺性イレウス、脳梗塞、血栓・塞栓症、心筋梗塞、鬱血性心不全、溶血性尿毒症症候群、急性呼吸窮迫症候群、播種性血管内凝固症候群、急性膵炎、悪心・嘔吐、食欲不振、下痢、口内炎、腹痛、便秘血尿、蛋白尿、蕁麻疹、発疹、末しょう神経障害（しびれなど）、頭痛、ALT (GPT) 上昇、AST (GOT) 上昇、Al-P上昇、ビリルビン上昇、LDH上昇、γ-GTP上昇、電解質代謝異常、脱毛、全身倦怠感、無力症、尿酸上昇、悪寒、脱水、体重減少、アルブミン低下、呼吸困難 、発熱、浮腫など。
また、類薬シスプラチンで聴力低下、難聴、耳鳴、鬱血乳頭、球後視神経炎、皮質盲、溶血性貧血が生じることがある。